# Serenity (österreichische Band)
Serenity ist eine Symphonic-Metal-Band aus Tirol, Österreich. Viele ihrer Lieder haben Christliche und Mittelalterliche Motive und Themen, welche bis zu direkten Bibel Referenzen reichen.

## Geschichte
Serenity wurden im Januar 2001 gegründet. Mario Hirzinger, Matthias Anker und Stefan Wanker waren bereits zuvor mehrere Jahre als „McFarmersson“ gemeinsam aktiv, die Schipflinger-Brüder stießen Ende 1999 zum Rest dieser Band, denn neben Schlagzeuger Michael Stamey stieg damals auch Matthias Anker aus. Inspiriert durch Gruppen wie die britische Prog-Rock-Band Arena, Dream Theater, Savatage aber auch z. B. Sentenced entstanden einige Songs, die jedoch eineinhalb Jahre lang nur im Proberaum ihre Hörer fanden. Mit der Rückkehr von Gitarrist Matthias Anker Anfang 2001 wurde die nun komplette Band auf den Namen Serenity getauft, in Anlehnung an ein Instrumentalstück von Arena. Noch im selben Jahr wurde die erste Demoaufnahme Starseed V.R. in Angriff genommen, die CD wurde im Februar 2002 veröffentlicht.
Ende 2003 taten sich erste Risse im Line-up auf, als Matthias seinen Ausstieg bekannt gab. Im Februar 2004 nahmen Georg Neuhauser, Thomas Buchberger und Simon Holzknecht, die bereits seit einiger Zeit versuchten eine Metal-Band zu gründen, Kontakt mit Mario Hirzinger auf. Es gab nun konkrete Pläne, sich zu einer neuen Band namens Mysteria zusammenzuschließen, der für dieses Projekt geplante 2. Gitarrist war plötzlich nicht mehr erreichbar und der eigentlich fixierte Schlagzeuger erschien nicht zur ersten gemeinsamen Probe und so sprang kurzfristig Andreas Schipflinger ein. Stefan Wanker erkannte das große Potential dieser Besetzung und machte den Vorschlag, Serenity und das neue Bandprojekt zusammenzuführen – er würde dafür auf den Posten des Bassisten verzichten. So blieb man beim alten, in der Umgebung bereits etablierten Namen und änderte nur etwas seinen Stil in Richtung melodisch-progressiven Power-Metals. Stefan Schipflinger verließ die Band bald darauf wegen musikalischer Differenzen mit der neuen Besetzung. Wenige Monate später, am 2. August 2004, erfolgte ein erster Höhepunkt in der Karriere der Band, ein Auftritt als Support von Ronnie James Dio.
Im Frühling 2005 erschien die von Tom Buchberger (Recording/Soundtechnik) und Jan Vacik (Mix/Mastering) produzierte Demo Engraved Within, die zahlreiche gute Kritiken einbrachte und u. a. zum Demo des Monats im Rock Hard und im Metal Hammer gewählt wurde. Mehrere Angebote von Plattenfirmen gingen ein, die der Band jedoch nicht zusagten, weshalb sie auch die Arbeiten an ihrem ersten Album in Eigenregie durchführten. Die Aufnahmen erfolgten in den Münchner „Dreamscape Studios“ (Produzent Jan Vacik) und wurden mit Mix und Mastering in den „Finnvox Studios“ in Helsinki fertiggestellt. Die Orchesterparts wurden in der Tschechischen Republik produziert, das Artwork stammt von Seth-Design in Athen. Während dieser Arbeiten stand die Band in Kontakt mit dem Label Napalm Records, bei dem sie schließlich im Dezember 2006 unterschrieben. Im März 2007 gingen Serenity als Vorgruppe von Morgana Lefay und Sacred Steel auf Tour durch die deutschsprachigen Länder inklusive eines Konzerts in Rotterdam.

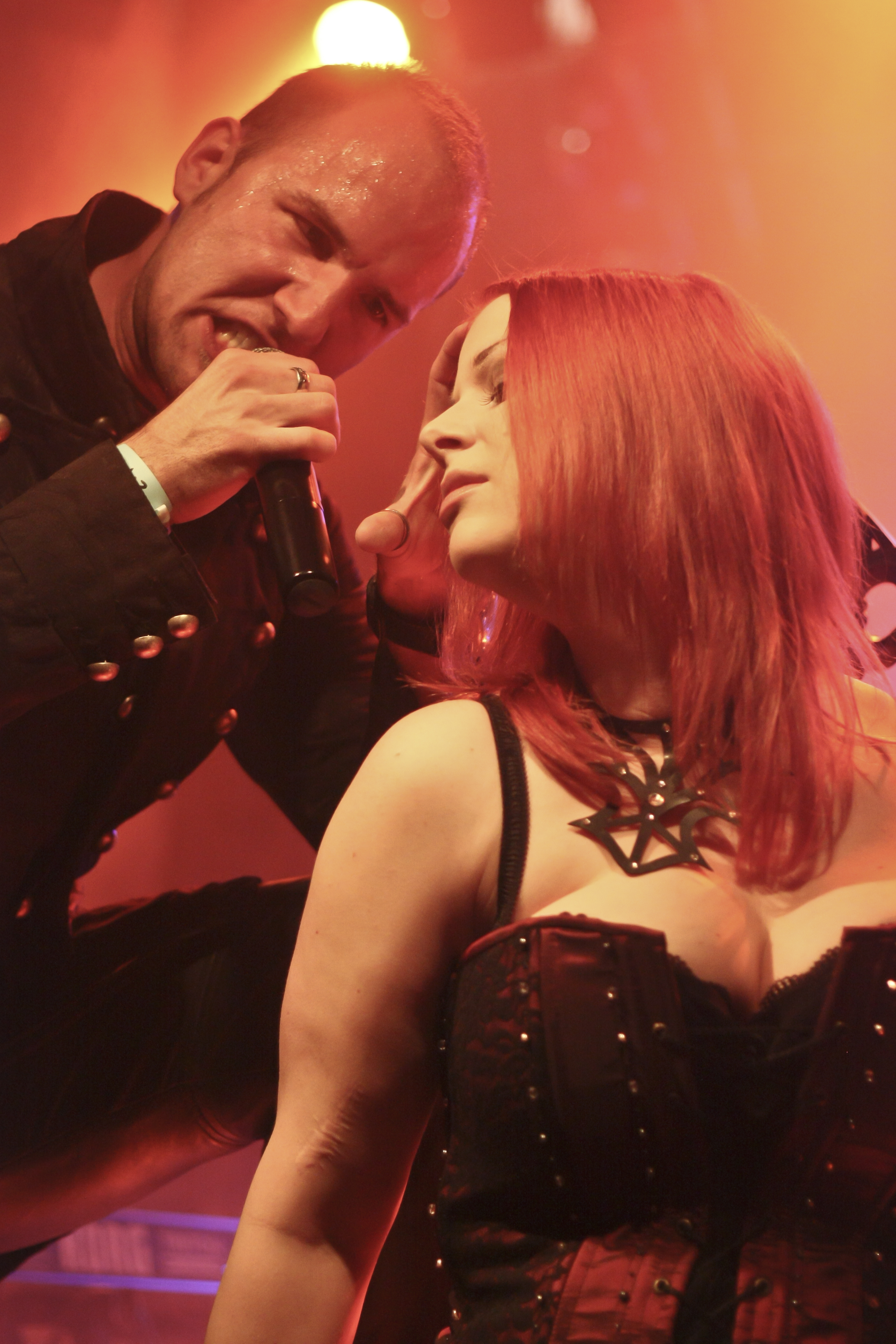
Sänger Georg Neuhauser im Duett mit Lisa Middelhauve, 2011

Am 27. April 2007 veröffentlichte Napalm Records das Debütalbum Words Untold & Dreams Unlived in Europa (inkl. Russland), am 8. Mai 2007 auch in Nordamerika und schließlich am 1. Juni 2007 über Rock Empire auch im chinesischen Raum. Im Juli 2007 erschien das Album, das europaweit gute Kritiken erhalten hatte, auch in Japan. Im August/September desselben Jahres waren Serenity für zwei Wochen auf Europatour mit Threshold, Communic und Machine Men. Eine weitere Tour, diesmal mit Kamelot, welche die Band von London über die Niederlande und Frankreich nach Spanien führte, fand im September/Oktober 2007 statt.
Das zweite Full-Length-Album trägt den Namen Fallen Sanctuary und wurde von Dezember 2007 bis April 2008 produziert. Erneut war neben Tom Buchberger (Gitarren, Vorproduktion, Editing usw.) von SERENITY auch Jan Vacik (Dreamscape Studios) wieder stark in den Aufnahmeprozess eingebunden, er erledigte die Schlagzeug- und Bassaufnahmen, steuerte Ideen die Songarrangements betreffend bei. Mix und Mastering durch Szenegröße Jakob Hansen. Oliver Philipps, bekannt durch seine Band Everon, ist der kreative Kopf hinter den Orchesterparts, und die Gesangsaufnahmen mit den Chören arrangierte von Lanvall von Edenbridge. Das Coverartwork stammte von Gustavo Sazes, einem brasilianischen Künstler. Zwischen 27. August und 1. September 2008 wurde die Platte in Europa veröffentlicht, der Release in den nordamerikanischen Staaten folgte am 9. September.
Im Frühjahr 2009 folgte eine weitere Tour mit der amerikanischen Band Kamelot, die Serenity quer durch Europa führte. Im Herbst 2009 wurden zwei weitere Europatourneen absolviert, nämlich mit Edenbridge und später erneut mit der englischen Band Threshold.
2010 verließ Simon Holzknecht die Band aus persönlichen Gründen und wurde von dem italienischen Bassisten Fabio D’Amore (u. a. Pathosray, Syrayde, Fairyland, Mirrormaze) ersetzt.
Am 25. Februar 2011 veröffentlichte Serenity das Album Death & Legacy in Europa/Japan, gefolgt von USA/CAN am 15. März 2011, über Napalm Records/EDEL Distribution bzw. Marquee Avalon in Japan. Das Album basiert auf einem historischen Konzept rund um Persönlichkeiten wie Galileo Galilei, Sir Francis Drake, Albrecht Dürer und anderen. Etwa 2 Jahre wurde an dem symphonischen Konzeptalbum gearbeitet. Das Produktionsteam bestand wiederum aus Buchberger, Vacik, Philipps.
Im März/April/Mai 2011 wurden verschiedene Headliner-Konzerte sowie Auftritte im Vorprogramm von Epica, Delain & Leaves’ Eyes in ganz Europa gespielt. Später im Jahr erfolgte auch noch eine Teilnahme an der Out Of The Dark Festival Tour in ganz Europa.

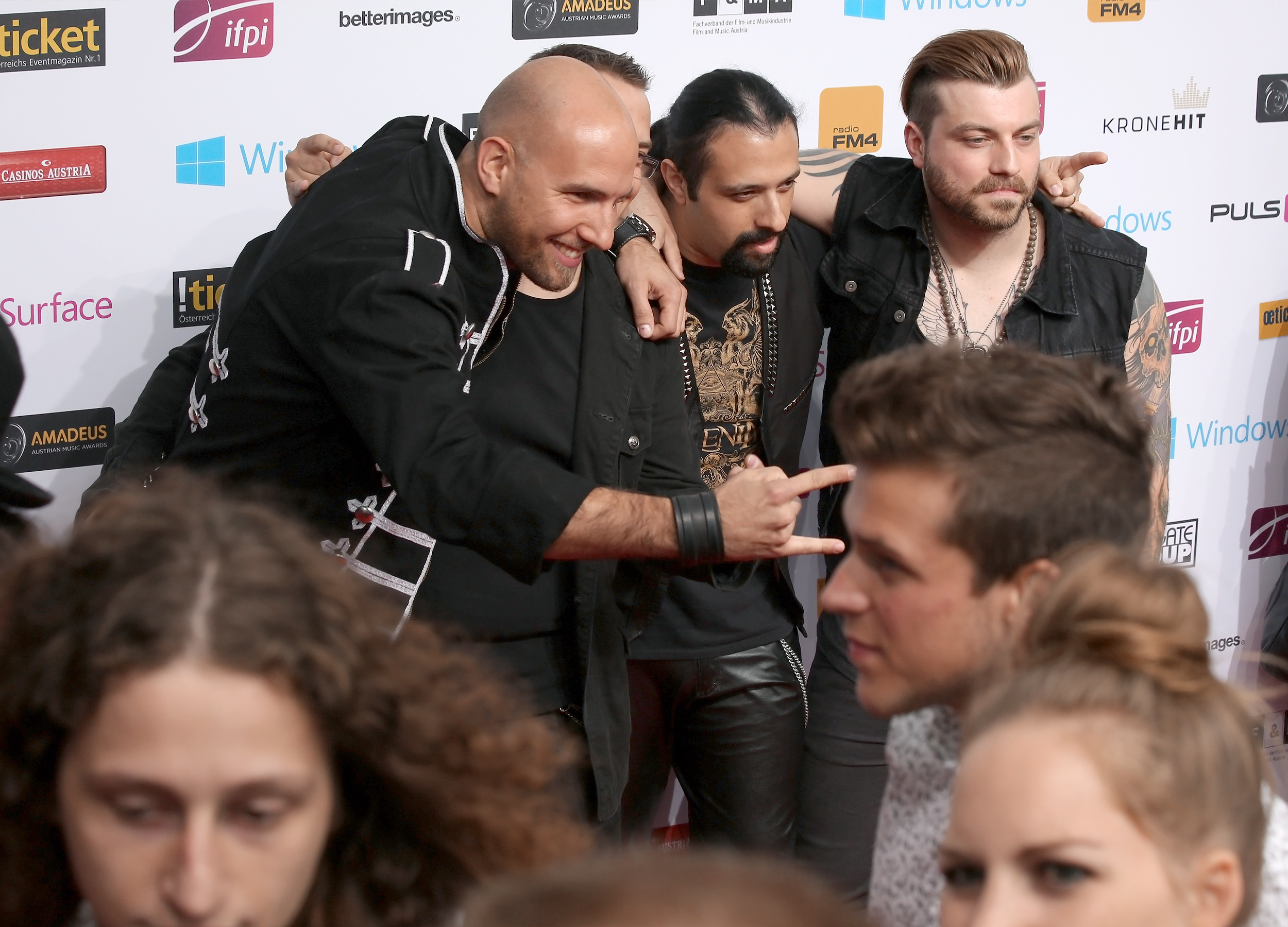
Serenity beim Amadeus Award (2014)

2012 konzentrierte sich die Band hauptsächlich auf das 2013 erscheinende Album sowie einige wenige Auftritte mit Delain sowie als Headliner in Europa. Im September 2012 konnte die Band erstmals in den USA beim ProgPower USA Festival auftreten.
2013 gingen Serenity erstmals auf Headliner-Tour um ihr viertes Album War of Ages vorzustellen. Special Guests für die Tour spielten Visions of Atlantis und Souldrinker. Die Tour mit insgesamt zehn Konzerten führte durch sieben Länder – wobei das Konzert in Pratteln auf Grund der großen Resonanz aus dem Galery in das Z7 verlegt werden musste. Vor der Tour wurde im Januar Clementine Delauney als neues Mitglied der Band vorgestellt – sie hatte bereits 2012 einige Auftritte mit der Band bestritten, unter anderem das ProgPower USA. Für Oktober wurde das Debüt beim Metal Female Voices Fest in Belgien angekündigt. Auf der Tour übernahm Franz-Josef Hauser die Keyboards von Mario Hirzinger, der Ende Oktober 2012 seinen Austritt aus der Band erklärte.
Mit dem Erfolg des Vorjahres wurde die Headliner-Tour im Frühjahr 2014 fortgesetzt. Neben 10 Konzerten in Österreich, Deutschland und den Niederlanden war der Auftritt beim Prog Power Metal Fest in Mons (BE) ein Höhepunkt des zweiten Tourabschnitts. Mit dabei sind Beyond the Bridge und Midriff. Aus privaten Gründen konnte Thomas Buchberger nicht bei allen Auftritten mitspielen. Für ihn kam der ehemalige VoA-Gitarrist Christian Hermsdörfer erneut mit Serenity auf die Bühne. Der weitere Jahresverlauf bescherte den Fans weiter Konzerte mit Delain und Xandria als auch Auftritte beim Out & Loud Festival (D) und dem Masters Of Rock (CZ). Die Band wurde bei den Amadeus Austrian Music Awards in der Kategorie Rock/Hard & Heavy nominiert. Tom Buchberger (Gitarre, Songwriting, Co-Produzent) verlässt die Band aus persönlichen Gründen.
Das Jahr 2015 startete mit der Ankündigung einiger Konzerte; erneut gemeinsam mit Delain. Anfang Februar wurde bekräftigt, dass man weiter an neuem Material arbeite, aufgrund der weiter offenen Position an den Keyboards einige Veränderungen angehen musste. Die größte Veränderung war dabei eine Rückbesinnung, und so trennten sich Serenity und Clementine Delauney.
Die zunächst einzige Headliner-Show war beim Dark Valentine in Brno, gefolgt von einer Mini-Tour mit ausverkauften Konzerten in Köln und Frankfurt gemeinsam mit Delain. In der zweiten Jahreshälfte geht es erstmals nach Finnland als Support von Stratovarius sowie Auftritte bei einigen Festivals, unter anderem der Erstauflage des Autumn Moon in Hameln. Das Jahresende wurde mit der Produktion des fünften Albums Codex Atlanticus eingeleitet. Mit diesem Album wurde Chris Hermsdörfer auch als offizielles Bandmitglied und somit Nachfolger von Thomas Buchberger vorgestellt. Um das Album zu promoten, geht es zunächst im Februar auf Co-Headliner Tour mit Xandria. Im März und April geht es weiter gemeinsam mit Battle Beast im Support für Powerwolf.
Im Frühjahr 2017 wurde die Band mit dem Amadeus in der Kategorie Hard & Heavy ausgezeichnet.

## Diskografie

### Studioalben
| Jahr | Titel Musiklabel                             | Höchstplatzierung, Gesamtwochen, AuszeichnungChartplatzierungen (Jahr, Titel, Musiklabel, Platzierungen, Wochen, Auszeichnungen, Anmerkungen) | Höchstplatzierung, Gesamtwochen, AuszeichnungChartplatzierungen (Jahr, Titel, Musiklabel, Platzierungen, Wochen, Auszeichnungen, Anmerkungen) | Höchstplatzierung, Gesamtwochen, AuszeichnungChartplatzierungen (Jahr, Titel, Musiklabel, Platzierungen, Wochen, Auszeichnungen, Anmerkungen) | Anmerkungen                            |
| Jahr | Titel Musiklabel                             | DE | AT | CH | Anmerkungen                            |
| ---- | -------------------------------------------- | --- | --- | --- | -------------------------------------- |
| 2007 | Words Untold & Dreams Unlived Napalm Records | — | — | — | Erstveröffentlichung: 27. April 2007   |
| 2008 | Fallen Sanctuary Napalm Records              | — | — | — | Erstveröffentlichung: 29. August 2008  |
| 2011 | Death & Legacy Napalm Records                | — | — | — | Erstveröffentlichung: 25. Februar 2011 |
| 2013 | War of Ages Napalm Records                   | — | — | — | Erstveröffentlichung: 22. März 2013    |
| 2016 | Codex Atlanticus Napalm Records              | DE99 (1 Wo.)DE | AT61 (1 Wo.)AT | — | Erstveröffentlichung: 29. Januar 2016  |
| 2017 | Lionheart Napalm Records                     | DE29 (1 Wo.)DE | — | — | Erstveröffentlichung: 27. Oktober 2017 |
| 2020 | The Last Knight Napalm Records               | DE25 (1 Wo.)DE | AT72 (1 Wo.)AT | CH33 (1 Wo.)CH | Erstveröffentlichung: 31. Januar 2020  |
| 2023 | Nemesis A.D. Napalm Records                  | DE12 (1 Wo.)DE | AT32 (1 Wo.)AT | CH59 (1 Wo.)CH | Erstveröffentlichung: 3. November 2023 |

### Demos
- 2002: Starseed V.R.
- 2005: Engraved Within (inkl. CD-Rom-Part)

## Galerie

Serenity, Line-Up beim Rockharz Open Air 2018
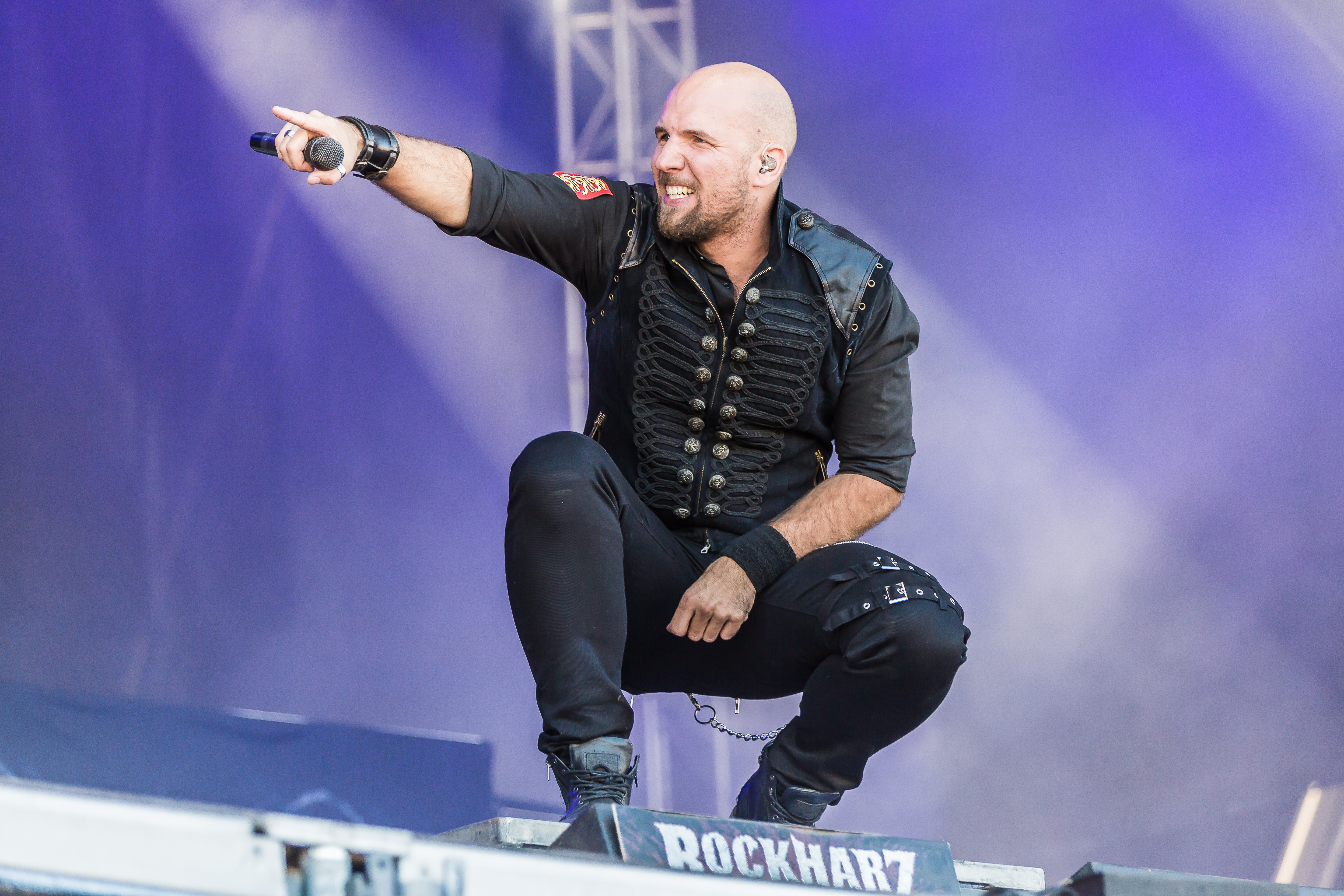
Sänger Georg Neuhauser
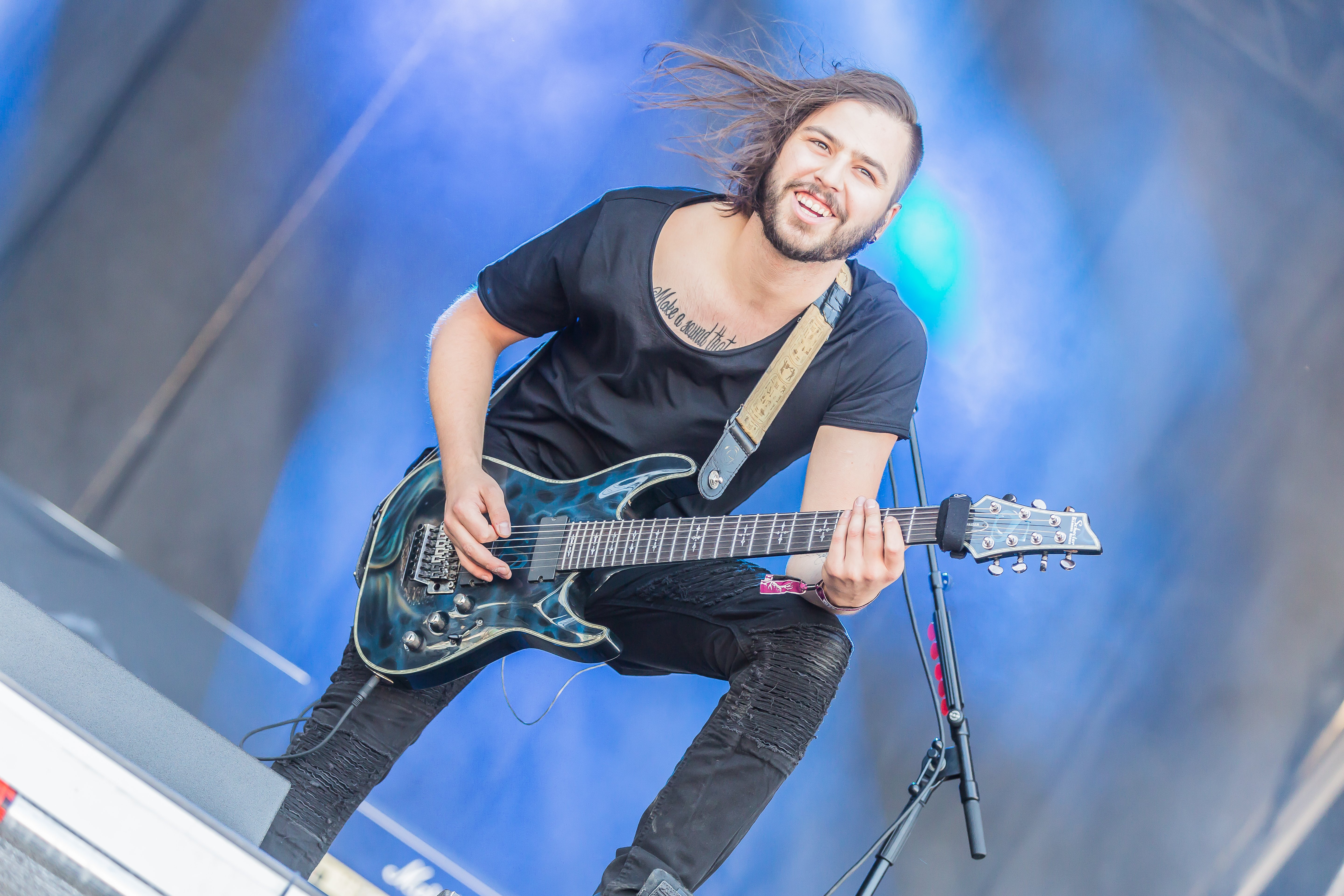
Gitarrist Nik Müller
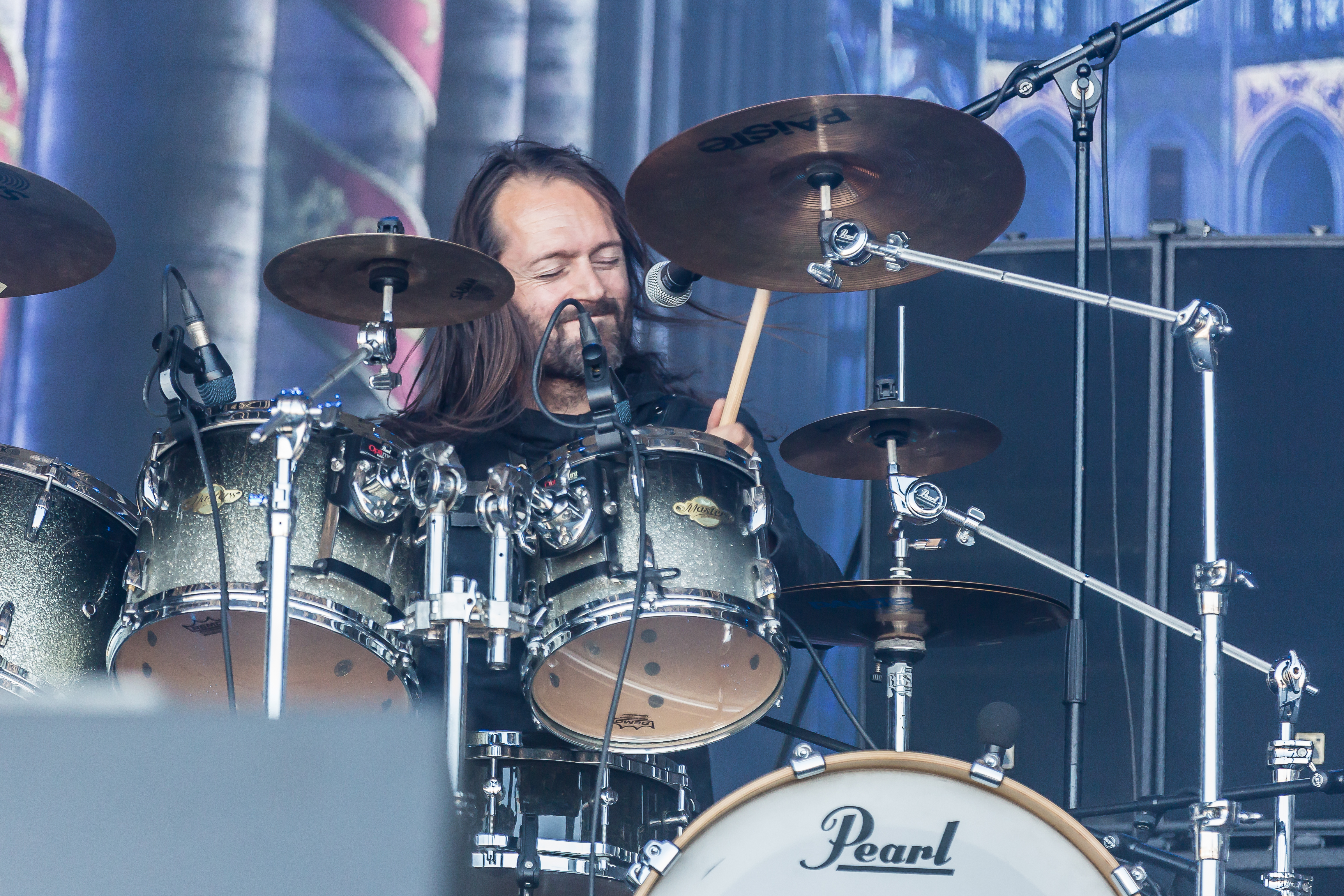
Schlagzeuger Andreas Schipflinger
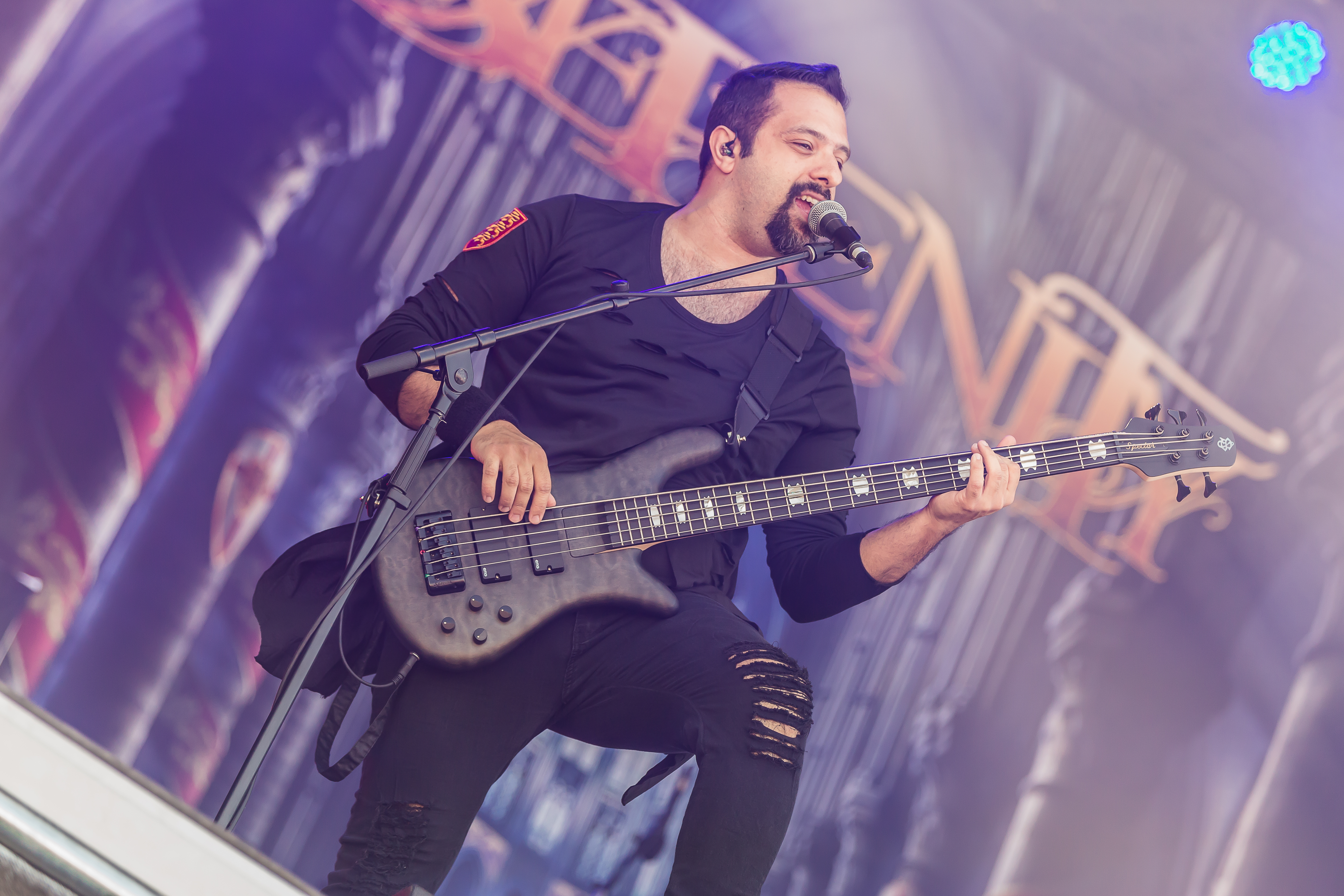
Bassist Fabio D’Amore